# 서울소년분류심사원

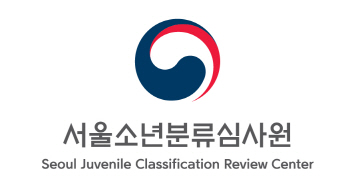

서울소년분류심사원(서울少年分類審査院, Seoul Juvenile Classification Review Center)은 국내 유일의 분류심사원으로 과학적인 방법으로 청소년의 자질을 찾아내고, 성공적인 진로지도 방향을 제시함으로써 지역사회 청소년 문제 해결에 기여하기 위하여 설립된 대한민국 법무부 소속의 소년보호기관이다. 서울소년분류심사원장은 고위공무원 나급(2~3급)의 일반직공무원으로 보한다. 경기도 안양시 동안구 호계3동 770에 있다.

## 연혁
- 1972년 11월 18일 서울소년원 서대문분원 설치
- 1977년 4월 30일 서울소년원 서대문분원 폐지
- 1977년 7월 1일 서울소년감별소 신설
- 1984년 5월 27일 신축이전(경기도 안양시 동안구 호계3동 770)
- 1995년 3월 23일 소년감별소의 명칭을 소년분류심사원으로 변경

## 설립근거
- 보호소년 등의 처우에 관한 법률[4]

## 소속기관
- 서울남부청소년비행예방센터: 서울특별시 관악구 청룡1길 2
- 서울북부청소년비행예방센터: 서울특별시 성북구 동소문로 65-3
- 안산청소년비행예방센터: 경기도 안산시 상록구 순환로 565
- 인천청소년비행예방센터: 인천광역시 부평구 부평문화로 212
- 수원청소년비행예방센터: 경기도 수원시 팔달구 경수대로 464